# 3 (أغنية)
"3" هي أغنية منفردة للفنانة الأمريكية بريتني سبيرز، من ثاني ألبوم مكمل مجموعة الفرديات. أصدرت الأغنية في 29 سبتمبر 2009، كالأغنية المنفردة الوحيدة من الألبوم.
تتحدث الأغنية عن العلاقات الجنسية الثلاثية، وتحمل طابع البوب الإلكتروني.
حققت الأغنية نجاحاً تجارياً ببلوغها أعلى مراتب السباق في الولايات المتحدة وكندا، وشوهدت بأسطوانة بلاتينية في أستراليا.

## الفيديو كليب
وصف الفيديو كليب بأنه جنسي. ويبدأ بسبيرز ترتدي ثوباً أسود لماع، وتضع الماسكارا. ثم يبين الفيديو سبيرز وشعرها مرفوع للأعلى وهي تغني أما خلفية بيضاء. هناك مقاطع بالأبيض والأسود مظهرة سبيرز مرتدية لباس كاشف مع نظارات شمسية. ثم تظهر مرتدية اللباس نفسه والنظارات نفسها وسط أربع راقصات مرتديات الأسود، يتدلين من قضيب مرتفع. في اللازمة ترقص أمام حائط أبيض مع ستة راقصين رجال. كما هناك مشاهد تظهر سبيرز ترقص بشكل جنسي مع شابين. في نهاية الفيديو، ترقص سبيرز مع الشابين ثم تظهر هي تنظر بشكل مباشر إلى الكاميرا لينتهي الفيديو.